# فليمنيغ مولر مورتنسن
فليمنيغ مولر مورتنسن هو ممرض وسياسي دنماركي، ولد في 3 يوليو 1963 في Store Brøndum ‏ في الدنمارك. نشط حزبياً في الحزب الاشتراكي الديمقراطي.

## مناصب
- انتخب عضو فولكتنغ [الإنجليزية]‏ عن دائرة North Jutland (Folketing constituency) [الإنجليزية]‏ وقد انضم خلال فترته النيابية ‏ للكتلة البرلمانية الحزب الاشتراكي الديمقراطي.
- انتخب عضو فولكتنغ [الإنجليزية]‏ عن دائرة North Jutland (Folketing constituency) [الإنجليزية]‏ وقد انضم خلال فترته النيابية ‏ للكتلة البرلمانية الحزب الاشتراكي الديمقراطي.
- انتخب عضو فولكتنغ [الإنجليزية]‏ عن دائرة North Jutland (Folketing constituency) [الإنجليزية]‏ وقد انضم خلال فترته النيابية ‏ للكتلة البرلمانية الحزب الاشتراكي الديمقراطي.
- انتخب عضو فولكتنغ [الإنجليزية]‏ عن دائرة North Jutland (Folketing constituency) [الإنجليزية]‏ وقد انضم خلال فترته النيابية ‏ (13 نوفمبر 2007 – ) للكتلة البرلمانية الحزب الاشتراكي الديمقراطي.

## وصلات خارجية
- الموقع الرسمي